# اسپیچ‌لس
«اِسپیچ‌لِس» (به انگلیسی: Speechless) به معنای «زبان بندآمده» یا «بی‌کلام» ترانه‌ای از مایکل جکسون است که در دهمین و آخرین آلبوم استودیویی او با نام شکست‌ناپذیر (۲۰۰۱) منتشر شد. این ترانه در کشور کره در قالب تک‌آهنگ و در بقیهٔ کشورها در قالب تک‌آهنگ تبلیغاتی عرضه شد. ترانه‌سرا، آهنگ‌ساز و تهیه‌کنندهٔ این آهنگ خود مایکل جکسون است. مایکل پس از آن که با کودکانش بازی واتر بالون را انجام داد این ترانه را نوشت.
«اسپیچ‌لس» پس از انتشارش، نقدهای بسیار متفاوتی را از روزنامه‌نگاران و منتقدان موسیقی دریافت کرد به صورتی که برخی، این اثر را «بهترین قطعهٔ آلبوم شکست‌ناپذیر» و برخی دیگر آن را یک آهنگ «آشغالی» خواندند که به گفتهٔ آن‌ها «توانست نشان دهد که مایکل خواندن نمی‌داند».
هیچ نماهنگی از این ترانه ساخته نشده‌است. همچنین تنها فیلمی که مایکل را در حال اجرای این ترانه نشان می‌دهد، مستند موزیکال این آخرش است می‌باشد که تقریباً ۴ ماه بعد از مرگ وی در سینماهای جهان اکران شد.
در سال ۲۰۱۰ عوامل تئاتر موزیکال تریلر لایو به مناسبت اولین سالروز مرگ مایکل جکسون آهنگ «اسپیچ‌لس» را بازخوانی و آن را در قالب تک‌آهنگ عرضه کردند. آن‌ها تمام سود حاصل از این تک‌آهنگ را به مؤسسهٔ خیریهٔ کودکان جنگ اهدا کردند.

## نوشتن و ضبط
ایدهٔ نوشتن ترانهٔ «اسپیچ‌لس» پس از آن که مایکل با کودکانش (پرنس و پاریس) در کشور آلمان، بازی‌ای به نام واتر بالون را انجام داد در او شکل گرفت و در مدت ۴۵ دقیقه آن را نوشت:

من که بعد از بازی بسیار شاد بودم، به طبقهٔ بالای خانه رفتم و «اسپیچ‌لس» را نوشتم. آن بازی الهام‌بخش من بود. دوست ندارم که این را بگویم چون «اسپیچ‌لس» یک آهنگ عاشقانه است. اما این بازی باعث شد [تا این آهنگ نوشته شود]. من آن را به تمامی بر روی کاغذ نوشتم و احساس کردم که به اندازهٔ کافی برای آلبوم خوب است. [من معتقدم که] از سعادت و خوشی، سحر و جادو، حیرت و خلاقیت حاصل می‌شود.

«اسپیچ‌لس» تنها آهنگی است که مایکل خودش به‌تنهایی برای آلبوم شکست‌ناپذیر نوشته بود. همچنین «اسپیچ‌لس» یکی از ۳ آهنگ مورد علاقه‌اش در آلبوم شکست‌ناپذیر است.
«اسپیچ‌لس» توسط برد باکسر و استوارت برلی ویرایش دیجیتالی شد و توسط بروس سوئدن ترکیب (میکس) شد.
بروش سوئدن دربارهٔ این آهنگ گفت: «گرچه هر کاری که مایکل می‌کرد استثنایی بود اما این قطعهٔ بسیار زیبای «اسپیچ‌لس» حقیقتاً یک رویداد بود. مایکل هشت میزان اول را بدون ساز می‌خواند. در آخر هم ترانه با آواز بدون ساز به پایان می‌رسد. فکر افزودن آواز بی‌همراهی ساز از خود مایکل بود».

## ساختار و سبک
آهنگ «اسپیچ‌لس» با دکلمهٔ مایکل جکسون، آغاز می‌شود: «عشق تو جادویی است؛ این احساسی است که من دارم. اما من در این هنگام واژه‌ای برای توصیف ندارم». در اواخر آهنگ، همسرایان (کُر) به همراه مایکل می‌خوانند: «زبانم بندآمده، زبانم بندآمده، برای بیان آن حالی که تو مرا احساس می‌کنی. گرچه با تو هستم اما از تو دورم و این‌ها هرگز به طرفداری از واقعیت نیست». دومین دکلمه هم در پایان آهنگ گنجانده شده‌است.
«اسپیچ‌لس» یک تصنیف است
که به سبک آر اند بی، پاپ و سول خوانده شده‌است. این آهنگ در یک خط معمول ساخته شده‌است و دارای تمپوی (ضرب) ۸۰ ضربه در دقیقه‌است. همچنین عمدتاً در کلید B♭ تشکیل شده‌است و در محدودهٔ آوازی F4-B5 می‌باشد.

## انتشار
در ژوئن ۲۰۰۱ و چندین ماه پیش از انتشار آلبوم شکست‌ناپذیر (آخرین آلبوم استودیویی مایکل جکسون در طول زندگی‌اش) آهنگ «اسپیچ‌لس» به همراه چند آهنگ دیگر از همین آلبوم، انحصاراً به اپیک رکوردز، ناشر موسیقی مایکل اضافه شد. دیگر آهنگ‌ها عبارت بودند از «غیر قابل شکستن»، «کودکان گمشده»، «هر اتفاقی که بیوفته»، «فرار سپیده‌دم»، «بهشت می‌تونه منتظر بمونه» و «خلوت» که آن‌ها نیز بر روی آلبوم شکست‌ناپذیر منتشر شدند.
راجر فریدمن از فاکس نیوز می‌گوید که مدیران اپیک رکورز از آثار این آلبوم خوششان آمده بود. دِو گِلو، مدیر اپیک رکوردز گفت: «این فوق‌العاده و شگفت‌انگیز است. مایکل بهتر از همیشه می‌خواند ... تصنیفها! تصنیف‌هایش زیبا هستند و تمامشان هم اینجا (در آلبوم) هستند».
آهنگ «اسپیچ‌لس» در سال ۲۰۰۱ به عنوان تک‌آهنگ تبلیغاتی بر روی لوح فشرده منتشر شد. نسخهٔ بازترکیبی (ریمیکس) آهنگ «دنیای مرا باشکوه می‌کنی» که به همراهی جی-زی ضبط شده بود نیز بر روی این لوح فشرده وجود داشت.

## واکنش منتقدان
«اسپیچ‌لس» واکنش‌های متفاوتی را از طرف روزنامه‌نگاران و منتقدان موسیقی دریافت کرد. کریگ سیمور از بوفالو نیوز معتقد است که این ترانه تنها اثر از آلبوم شکست‌ناپذیر است که می‌توان با کارهای موفق جکسون در گذشته مقایسه کرد. این روزنامه‌نگار گفت که این ترانه یادآور آهنگ موفق «تو تنها نیستی» است که در سال ۱۹۹۵ در آلبوم تاریخ منتشر شد.
جیم دروگاتیس از روزنامهٔ شیکاگو سان تایمز «اسپیچ‌لس» را «یک تصنیف عاشقانهٔ خالص» توصیف کرد.
راجر کاتلین از نیویورک پست می‌گوید که «اسپیچ‌لس» همانند «لالایی» می‌ماند و بهترین آهنگ آلبوم شکست‌ناپذیر است.
جان پارلز از نیویورک تایمز احساس می‌کند که این تصنیف، «یک آهنگ عاشقانه برای خدا است».
جی. رندی تارابورلی، روزنامه‌نگار، گفت: «وقتی آلبوم شکست‌ناپذیر منتشر شد، چیزی را ثابت کرد که خیلی از هواداران جکسون آن را می‌دانستند: اینکه جکسون بهترین است وقتی که آثار سروده شده توسط خودش را ضبط می‌کند؛ همانند ترانهٔ «اسپیچ‌لس» که یکی از دو آهنگ از آلبوم است که جکسون آن را به‌طور کامل خودش سروده است». آهنگ دیگری که جکسون به تنهایی سرود، «کودکان گمشده» است.
منتقد موسیقی پاپ، رابرت هیلبورن می‌گوید که محتوای «اسپیچ‌لس» و «پروانه‌ها»، یکی دیگر از آهنگ‌های آلبوم شکست‌ناپذیر، به اندازهٔ نامی که برایشان انتخاب شده غمگین است.
بن راینر از روزنامهٔ تورنتو استار گفت که دکلمهٔ جکسون در «اسپیچ‌لس» توانست آرزوی شخصی‌اش مبنی بر این که جکسون بلد نیست بخواند را به واقعیت تبدیل کند.
داستین سیبرت نویسندهٔ روزنامه میشیگان دیلی نوشت که این آهنگ «نمونهٔ بارزی از این است که چه می‌شود وقتی این آدم دستکش به‌دست، هیجان‌زده می‌شود و ترانهٔ احساساتی آشغالی را می‌سراید که باید جایش در سی‌دی‌پخش‌کن‌های بچه‌های کودکستانی باشد».
فورت ورث استار تلگرام گفت که «اسپیچ‌لس» یکی از ضعیف‌ترین آثار آلبوم شکست‌ناپذیر است.
وقان واتسون از مجلهٔ پراویدنس «اسپیچ‌لس» را بهترین آهنگ آلبوم شکست‌ناپذیر دانست و گفت که یکی از بهترین آهنگ‌هایی است که وی تا به حال در آلبوم‌هایش منتشر کرده‌است.
ایگلز ویچیتا در بررسی آلبوم شکست‌ناپذیر بیان کرد که «اسپیچ‌لس»، «دور نشو» و «گریه» از جمله «تصنیف‌های صادقانه» مایکل است که وی در آن‌ها مثال زدنی بود.
آدا اندرسون از بال اِستیت دیلی نیوز گفت که «اسپیچ‌لس» یک آهنگ محبوب خواهد شد
و ران رولینز از دیتون دیلی نیوز گفت که این آهنگ، یک «ترانهٔ عشقی زیبا» است.
یک روزنامه‌نگار از المپین بیان کرد که این آهنگ، «هوس انگیز» بود.

## اجرا
تنها فیلمی که مایکل جکسون را در حال خواندن این آهنگ نشان می‌دهد، مستند موزیکال این آخرش است بود که ۴ ماه بعد از مرگ ناگهانی مایکل در سینماهای جهان اکران شد. مایکل فقط دکلمهٔ آخر این آهنگ را می‌خواند. فیلم این آخرش است حاوی تمرین‌های مایکل در کنسرت‌های این آخرش است می‌باشد.

## فهرست آهنگ‌ها
- لوح فشرده تک‌آهنگ تبلیغاتی:
  1. «اسپیچ‌لس» – ۳:۱۸
  2. «دنیای مرا باشکوه می‌کنی» (ریمیکس) (با همراهی جی-زی) – ۳:۲۸

## عوامل
- ترانه‌نویس: مایکل جکسون
- آهنگساز: مایل جکسون
- خواننده: مایکل جکسون
- تهیه‌کننده: مایکل جکسون
- تنظیم و هدایت ارکستر: مایکل جکسون و جرمی لوباک[و ۴]
- کیبورد: برد باکسر[و ۵]
- ویولا: نووی نووو[و ۶] و توماس تالی[و ۷]
- ویولن: پیتر کنت،[و ۸] جینا کرونشتات،[و ۹] رابین لورنتس،[و ۱۰] کریستین فایف[و ۱۱] و جان رایتنبرگ[و ۱۲]

## نسخه تریلر لایو
در ۲۱ ژوئن ۲۰۱۰، در تئاتر موزیکال تریلر لایو که در لندن، انگلستان برگزار می‌شود، شش نفر از اعضای این تئاتر آهنگ «اسپیچ‌لس» را که در اصل آن را «اسپیچ‌لس – بزرگداشتی برای مایکل جکسون» نامیدند، به مناسبت اولین سالروز مرگ مایکل جکسون، به عنوان یک تک‌آهنگ منتشر کردند. تمام سود حاصل از این تک‌آهنگ به مؤسسهٔ خیریهٔ کودکان جنگ اختصاص یافت.

### مقدمه و ضبط
تئاتر تریلر لایو نمایشی است که به بزرگداشت حرفهٔ مایکل جکسون می‌پردازد. این نمایش به همراه ۲۰ رقصنده و خوانندهٔ خردسال و بزرگسال از سال ۲۰۰۷ میلادی آغاز بکار کرده‌است و از ژانویهٔ ۲۰۰۹ (۵ ماه قبل از مرگ جکسون) تا به امروز در شهر لندن، انگلستان اجرا می‌شود.
در سال ۲۰۱۰ و به مناسب نخستین سالروز مرگ مایکل جکسون، آدریان گرانت، مدیر این تئاتر از بازیگران تریلر لایو خواست که کار مثبتی در این زمینه انجام دهند. او در مورد این آهنگ گفت:

آهنگ «اسپیچ‌لس» یکی از ضبط‌های مایکل جکسونه که هنوز هم که هنوزه بسیار تأثیرگذار است. احساسات پشت این آهنگ، و آنچه که در حال حاضر برای من به معنای رفتن مایکل است واقعاً منعکس‌کنندهٔ حس من نسب به از دست دادن او است... اما با این حال کسانی که برای از دست دادن او غمگین و ناراحت اند، به‌خاطر شادی‌ای که او به جهان تقدیم کرد، زندگی‌اش را جشن می‌گیرند.

سپس این آهنگ توسط ۶ نوجوان ۱۱ تا ۱۵ ساله دوباره ضبط شد و سود بدست آمده از تک‌آهنگش به بنیاد خیریهٔ کودکان جنگ اهدا شد.

### اجرای زنده
در ۲۴ ژوئن ۲۰۱۰ و در آستانهٔ اولین سالروز مرگ مایکل جکسون، تئاتر تریلر لایو این آهنگ را در لندن اجرا کرد. کسانی که این آهنگ را اجرا کردند، همان ۶ نوجوانی بودند که چند روز قبل این آهنگ را به عنوان تک‌آهنگ و با نام «اسپیچ‌لس – بزرگداشتی برای مایکل جکسون» منتشر کردند.

### فهرست آهنگ‌ها
- دانلود دیجیتالی:[۳۶]

۱. اسپیچ‌لس (بزرگداشتی برای مایکل جکسون) – نسخهٔ تک‌آهنگ – ۴:۲۵

### عوامل
- مایکل جکسون: ترانه‌سرا و تهیه‌کنندهٔ اصلی
- دِو لوگران: تهیه‌کننده، ویرایش، ترکیب، تنظیم موسیقی و اجرا
- آدریان گرنت: تهیه‌کنندهٔ اجرایی برای کنسرت‌ها
- جان مِیِر: تنظیم صدا، هاموند
- جیمز اندرسون، جین-مایکل بایو، کیران آلین، کن فرای، میشل ژانقاژا، ام‌جی میتون-سانه:[و ۱۴] خوانندگان اصلی
- بریت کوئنتین، هوپ لیندسی پلامپ، جنسا کوئا، لیندا جان-پییر، المید اَشینووو، پائولا کلارک، ترنسه رایان، وین آنتونی-کول:[و ۱۵] هم‌سرایان
- استیو کیچ: مَستِرد[و ۱۶]
  - منبع:[۳۷]

## نسخه بازخوانی گوست
در سال ۲۰۰۲ میلادی، ترانهٔ «اسپیچ‌لس» توسط گُوست برای آلبوم زیر نور مهتاب دوباره‌خوانی شد.

## واژه‌نامه
1. ↑  Stuart Brawley
2. ↑  Bruce Swedien
3. ↑  Dave Glew
4. ↑  Jeremy Lubbock
5. ↑  Brad Buxer
6. ↑  Novi Novoq
7. ↑  Thomas Tally
8. ↑  Peter Kent
9. ↑  Gina Kronstadt
10. ↑  Robin Lorentz
11. ↑  Kirstin Fife
12. ↑  John Wittenberg
13. ↑  War Child
14. ↑  James Anderson, Jean-Mikhael Baque, Kieran Alleyne, Kuan Frye, Mitchell Zhangazha, MJ Mytton-Sanneh
15. ↑  Britt Quentin, Hope Lyndsey Plumb, J Rome, Jenessa Qua, Linda John-Pierre, Olamide Oshinowo, Paula Clarke, Terrence Ryan, Wayne Anthony-Cole
16. ↑  Mastered
17. ↑  Ghost
18. ↑  Under The Moonlight